# УПА-Восток
Генеральный военный округ УПА-Восток (укр. УПА-Схід) — структурная единица УПА, де-факто полностью сформирована не была.

## Описание
Округ УПА-Восток был сформирован из военных, служивших в Центральной и Южной походных группах ОУН и сидевших в немецких тюрьмах. Из-за отсутствия времени и постоянных атак советских войск полностью завершить создание округа повстанцы не сумели (не были даже предварительно назначены командующие округами). Вследствие этого к округу часто относят только независимые повстанские боевые единицы.

## Командир Эней
Из известных командиров данного округа часто выделяется командир Эней, служивший в округе УПА-Юг (ВО «Заграва»), который часто совершал походы через Днепр. Летом 1943 года ему удалось совершить рейд: из Пустомитских лесов пройти через Искоростень до Малиновских лесов. Эней вернулся только поздней осенью на Волынь, а некоторые из его отрядов перебрались через Днепр и осели около Чернигова. После возвращения Энея на дороге Искоростень-Чернигов засели части куреней Верещаки и Евгения. Весной 1944 года курень Дороша, которым руководил Эней, добрался до Житомирской области, куда ещё не заходили повстанцы. Но по словам повстанцев, Дорошу удалось выйти гораздо дальше — в Киевскую и Черниговскую область.